# Commanderie de Jussy-le-Chaudrier
La Commanderie de Jussy-le-Chaudier est le nom donné lorsqu'elle était possession des Templiers.
Elle se situait au lieu-dit actuel « Les Bordes », route de Couy, sur la commune de Jussy-le-Chaudrier, dans le département du Cher, à environ 24 kilomètres de Nevers.

## Historique
Cette commanderie templière est mentionnée pour la première fois en 1170. Elle  est dévolue après 1312 aux Hospitaliers. La chapelle date de la fin du XIIIe siècle-début XIVe siècle et la tour date de la fin du XVe siècle-début XVIe siècle.

### L'ordre du Temple
Située à l'époque dans le comté de Sancerre, la commanderie relevait de la province d'Auvergne-Limousin comme l'indique une sentence arbitrale rédigée par un délégué du Pape Honorius III au sujet d'un litige opposant l’archevêché de Bourges et les Templiers en 1225 et concernant également leurs biens de Villeville, et Valençay. Le maître de la province était à ce moment-là un certain frère Gérard. Cependant en 1269, c'est Amaury de La Roche alors maître de la province de France qui prend acte que les moines de l'abbaye de Fontmorigny et les Templiers de Jussy ont échangé leurs créances annuelles respectives.
| Commandeur       | Période |
| ---------------- | ------- |
| Frère Milon      | 1170    |
| Étienne Chalaus  | 1211    |
| Antoine Robert   | 1266    |
| Gui Dauphin      | 1298,   |
| Guillaume Gohaus | 1304    |

### L'ordre de l'Hôpital
À la suite de la dissolution de l'ordre du Temple en 1312, et à la dévolution de leurs biens aux Hospitaliers de l' ordre de Saint-Jean de Jérusalem, plusieurs anciennes possessions templières furent assujetties à la commanderie de Jussy, et ainsi ajoutées aux membres existants, l'ensemble formant alors une commanderie importante, qui prit le nom de commanderie des Bordes au XVIe siècle. Elle aurait ainsi regroupé les maisons de Villeville, de Précilly (Pressigny) sur la commune de Nérondes, de Soulas, de Bourges, de Francheville à Brécy (Cher), d'Osmery, ou encore de Saint-Jean-de-Boucq.

#### Liste des commandeurs[12]
| Commandeur                                   | Période   |
| -------------------------------------------- | --------- |
| Jean de Lescourt                             | 1397      |
| Bertrand de Frenac                           | 1408      |
| Jacques de Mornay                            | 1438      |
| Guillaume de Chalus                          | 1452      |
| Jean Vigier alias Vigeon                     | 1455      |
| Robert de Villaines                          | 1468      |
| Antoine de Salignac                          | 1476      |
| Jacques de Savriat                           | 1494      |
| Louis de Bressoles                           | 1504      |
| Jean de Chateauregnauld                      | 1520      |
| Louis de Flossac                             | 1531      |
| Pierre Dumont                                | 1537      |
| Charles Herpin du Coudray                    | 1557      |
| Gilbert de Contremoret de Marcilly           | 1570      |
| Jehan Fillet Commandeur de Saint-Jean de Bou | 1572      |
| Marc de la Goutte                            | 1589      |
| François de Breschard du Ponsus              | 1598      |
| Imbert de Saluces de la Mante                | 1610      |
| Antoinde de Dezimeux                         | 1623      |
| Annet de Clermont Chaste de Gessant          | 1635      |
| Jacques de Montagnac de Larfeuillère         | 1660      |
| Louis de Mesnil-Simon de Maupas              | 1662      |
| François Hugon du Prat                       | 1669      |
| Claude Mareschal                             | 1680      |
| Léon de Villeneuve                           | 1682      |
| Jean de Saint-Julien                         | 1682      |
| Michel de Saint-Julien Saint-Marc            | 1690      |
| Le chevalier d'Ailly                         | c.1700    |
| Claude de Mareschal de Franchesse            | 1711      |
| François de Garcin de Saint-Germain          | 1723      |
| Jean d'Angeville                             | 1727      |
| Bernard de Froissard de Broissia             | 1730      |
| Jean-Joseph de Caissac                       | 1733      |
| Léonard d'Ussel de Châteauvert               | 1740      |
| Ignace-Philippe de Petremaut                 | 1759      |
| Jean-Baptiste de Lasleyrie du Saillant       | 1777-1790 |

### De nos jours
De la première construction, il ne subsiste que la chapelle amputée de ses premières travées occidentales, quelques salles basses accessibles par un escalier qui mène sous la chapelle, la tour des archives et une porte pratiquée dans le mur de séparation du jardin et de la basse-cour. Le colombier et les vestiges de l'enceinte ont été détruits.
La chapelle, dont les vitraux cassés laissent entrevoir la charpente, n'est pas accessible au public, car propriété privée.